# Arthroscopy
Arthroscopy ist eine wissenschaftliche Fachzeitschrift, die vom Elsevier-Verlag veröffentlicht wird. Die Zeitschrift erscheint mit zwölf Ausgaben im Jahr. Es werden Arbeiten veröffentlicht, die sich mit minimalinvasiven Operationstechniken beschäftigen.
Der Impact Factor lag im Jahr 2014 bei 3,206. Nach der Statistik des ISI Web of Knowledge wird das Journal mit diesem Impact Factor in der Kategorie Chirurgie an 30. Stelle von 198 Zeitschriften und in der Kategorie Orthopädie an sechster Stelle von 72 Zeitschriften geführt.